# Dealer's choice

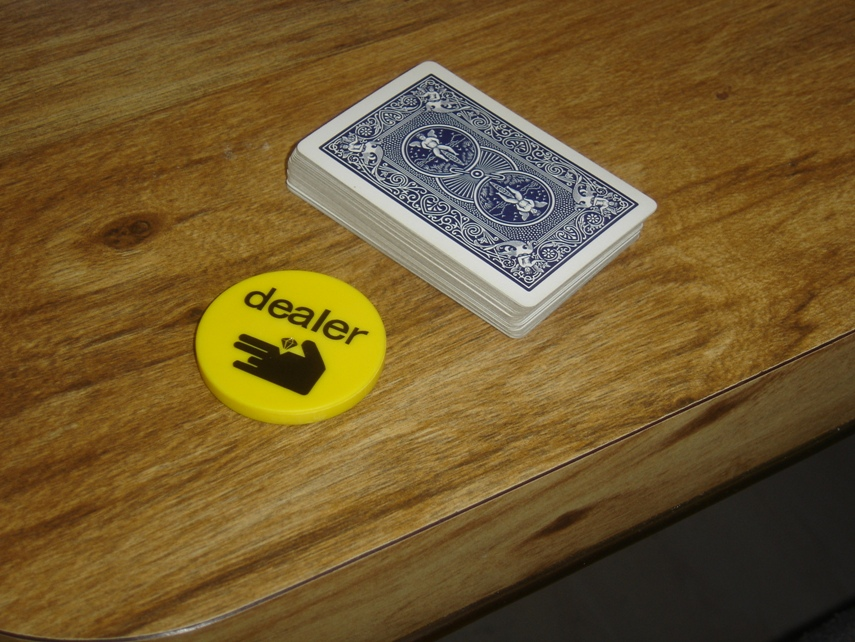

Dealer's choice is een variant van het pokerspel die eigenlijk alle spelvormen van poker bevat of kán bevatten, afhankelijk van de afspraken die de spelers onderling maken (zie vormen van poker). Het wordt voornamelijk thuis gespeeld, niet in officiële toernooivormen.
Zoals bij elke spelvariant waarin elke hand een andere speler een verplichte eerste inzet moet doen (de 'kleine blind' en de 'grote blind'), gaat er in Dealer's choice een dealer button (een ronde schijf, zie foto) de tafel rond. Deze schuift na iedere gespeelde hand kloksgewijs één speler op. Degene die op dat moment in bezit is van de dealer button mag kiezen welke pokervariant er de eerstvolgende hand gespeeld wordt. Wanneer de knop opschuift, kiest de volgende speler een nieuwe (of dezelfde als hij dat verkiest) variant, etc.
Dealer's choice kan op verschillende manieren gespeeld worden. Zo kan een groep spelers ervoor kiezen na iedere gespeelde hand van spelvorm te veranderen, maar kan er ook gekozen worden om (bijvoorbeeld) de volgende speler pas een nieuw spel te laten kiezen nadat de small blind en de big blind in één spelvorm de hele tafel rond zijn geweest.